# Hubert Lilliefors
Hubert Lilliefors Whitman (1928 - 23 de febrero de 2008, Bethesda, Maryland) fue un estadístico estadounidense, conocido por su introducción de la prueba de Lilliefors. Fue profesor de estadística en la Universidad George Washington durante 39 años.
En 1964 recibió el grado de Doctor en Filosofía en la Universidad George Washington, bajo la dirección de Solomon Kullback.
Es uno de los pioneros de la tecnología informática en los cálculos estadísticos. A finales de 1960, utilizó una computadora para calcular la distribución de Lilliefors.

## Honores
En agosto de 2009 tuvo lugar en su honor una sesión conmemorativa de las Joint Statistical Meetings, en Washington D. C..